# St. Martini (Emmerich)

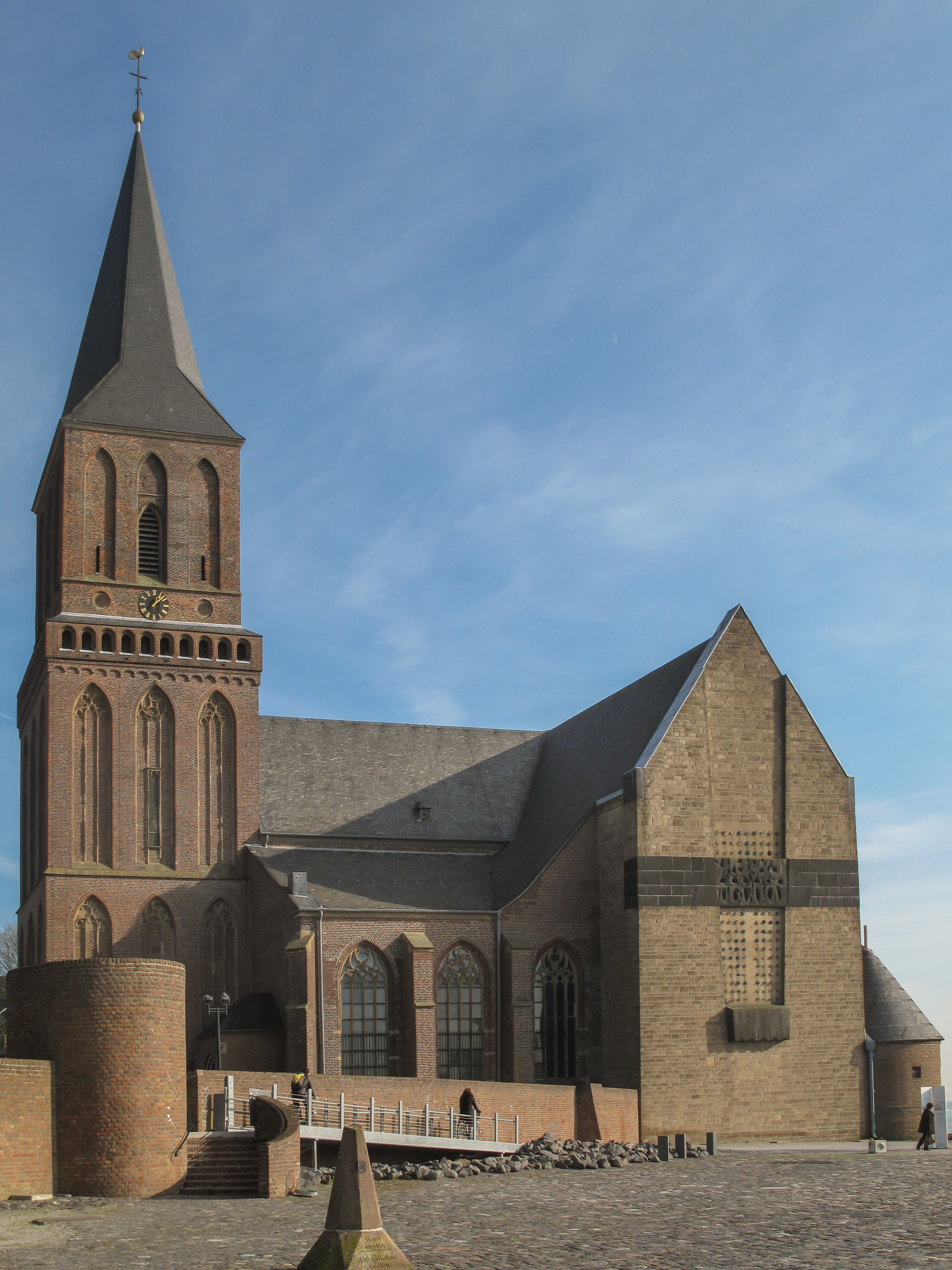
Pfarrkirche St. Martini

Die katholische Pfarrkirche St. Martini ist ein denkmalgeschütztes Kirchengebäude in Emmerich am Rhein, einer Stadt im Kreis Kleve (Nordrhein-Westfalen).

## Geschichte und Architektur

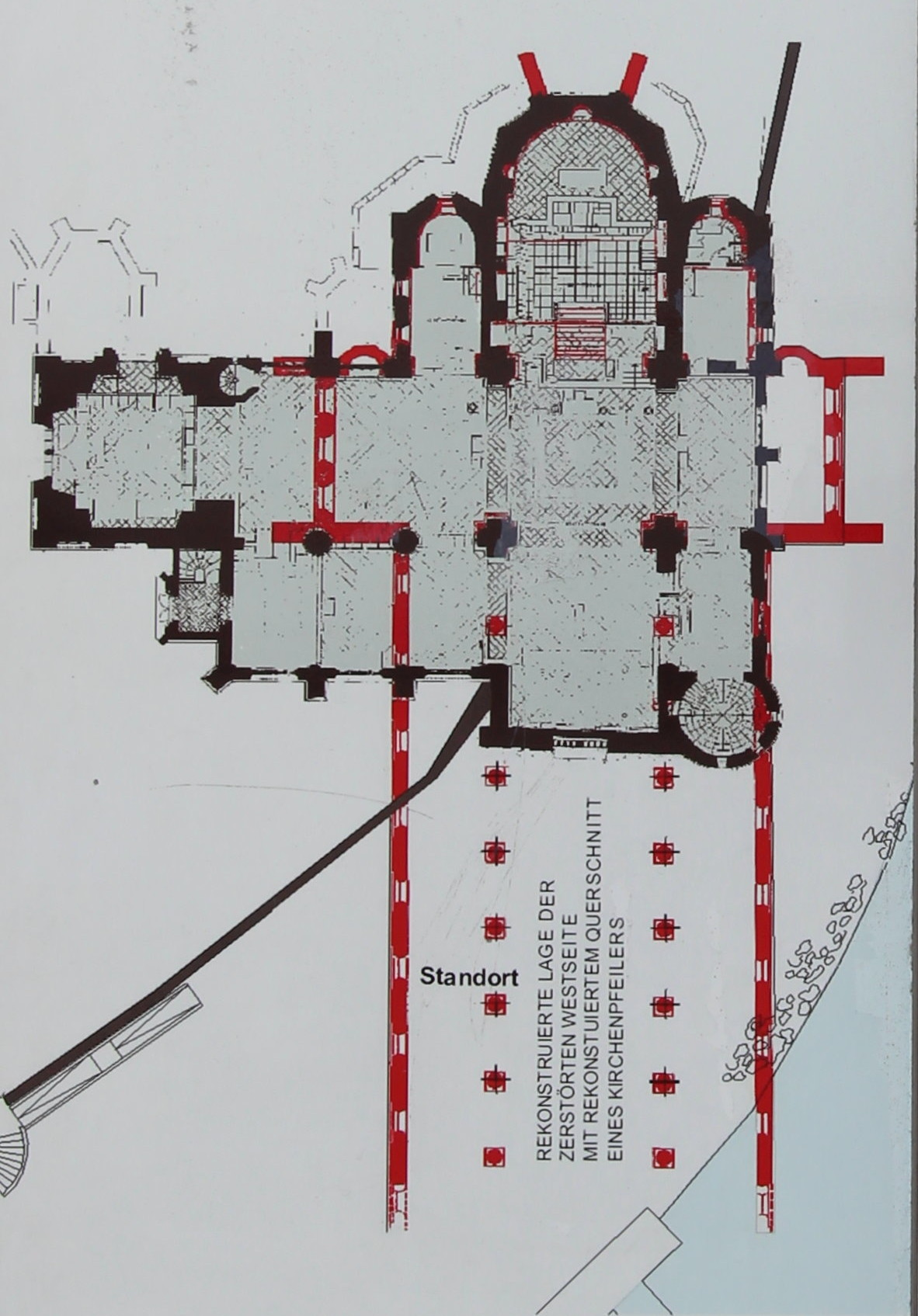
Grundriss der romanischen (rot) und der heutigen Kirche (schwarz)

Das Kollegiatstift St. Martin bestand bereits im 9. Jahrhundert und wurde durch einen Propst geleitet. Um 1040 entstand eine neue Kirche. Über Naturkatastrophen und Kriegszerstörungen hinweg formte sich durch Reparaturen, Anbauten und Umbauten der Kirchenbau. Die Kirche wurde aus Backstein und Tuff gemauert und besteht aus einem gotischen, unregelmäßig zweischiffigen Langhaus, dem vorgesetzten Turm und einem romanischen Hochchor über einer Krypta. Der Roermonder Bischof Philipp Damian von Hoensbroech († 1793) amtierte hier noch als Stiftspropst. Napoleon I. löste 1811 das Stift auf, die seit um 1300 selbstständige Stadtpfarrei St. Martini bestand weiter.

### Baugeschichte

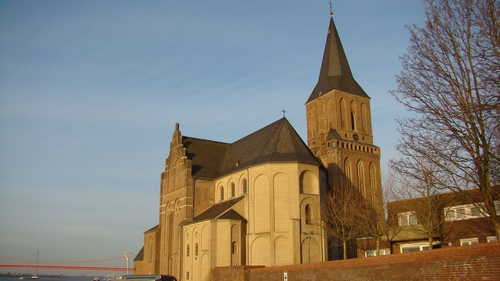
Außenansicht

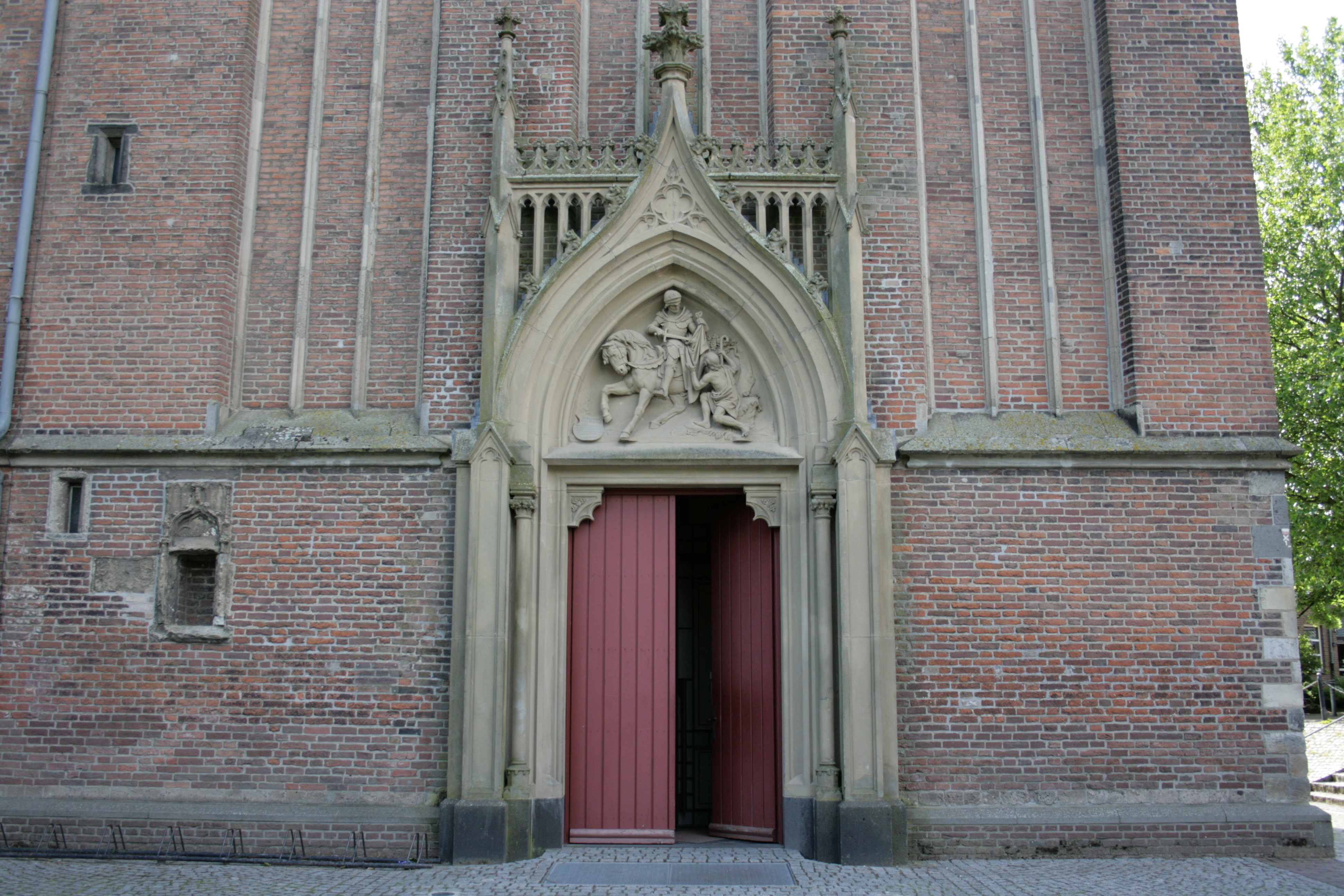
Portal

Der Gründungsbau, eine dreischiffige Tuffstein-Basilika mit einem östlichen Querschiff und dem dreischiffigen Chor, wurde ab etwa 1040 errichtet. Im Westen befand sich eine Zweiturmfassade. Zur Regierungszeit des Utrechter Bischofs Bernold wurde das Stift von der Stadtpfarrkirche St. Aldegundis hierher verlegt. Schäden am Bau sind für 1145 belegt, 1237 und 1238 wurden Teile des Langhauses und des Westbaus vom Rhein zerstört. Weitere Schäden verursachte der Rhein 1370, es blieben nur das östliche Langhausjoch, der Chor, die Vierung, die Krypta und Nebenchöre erhalten. Im 15. Jahrhundert wurde der ursprüngliche Nordquerarm durch ein zweischiffiges Gebäude mit einem Nordturm ersetzt. Zum Ende des 15. Jahrhunderts wurden umfangreiche Renovierungen durchgeführt. In derselben Zeit wurde der Rundturm an der Südseite des Westabschlusses errichtet. Um 1600 wurde der Schweifgiebel am südlichen Querhaus gebaut. Im frühen 19. Jahrhundert wurde das westliche Seitenschiff abgebrochen. Der Lettner wurde entfernt und das Niveau des Fußbodens um etwa 110 Zentimeter erhöht. Im Zuge umfassender Umbauarbeiten wurde 1874 das Seitenschiff neu gebaut. Im Zweiten Weltkrieg wurde 1944 das Gebäude bis auf die Umfassungsmauern zerstört. Es wurde bis 1964 in vereinfachter Form wiedererrichtet. Bei der durchgreifenden Sanierung von 1976 bis 1989 wurde der Fußboden wieder auf das ursprüngliche Niveau gebracht, die Gewölbe wurden in den gotischen Bauteilen wieder eingezogen und der Hochchor wurde rekonstruiert.

### Baubeschreibung

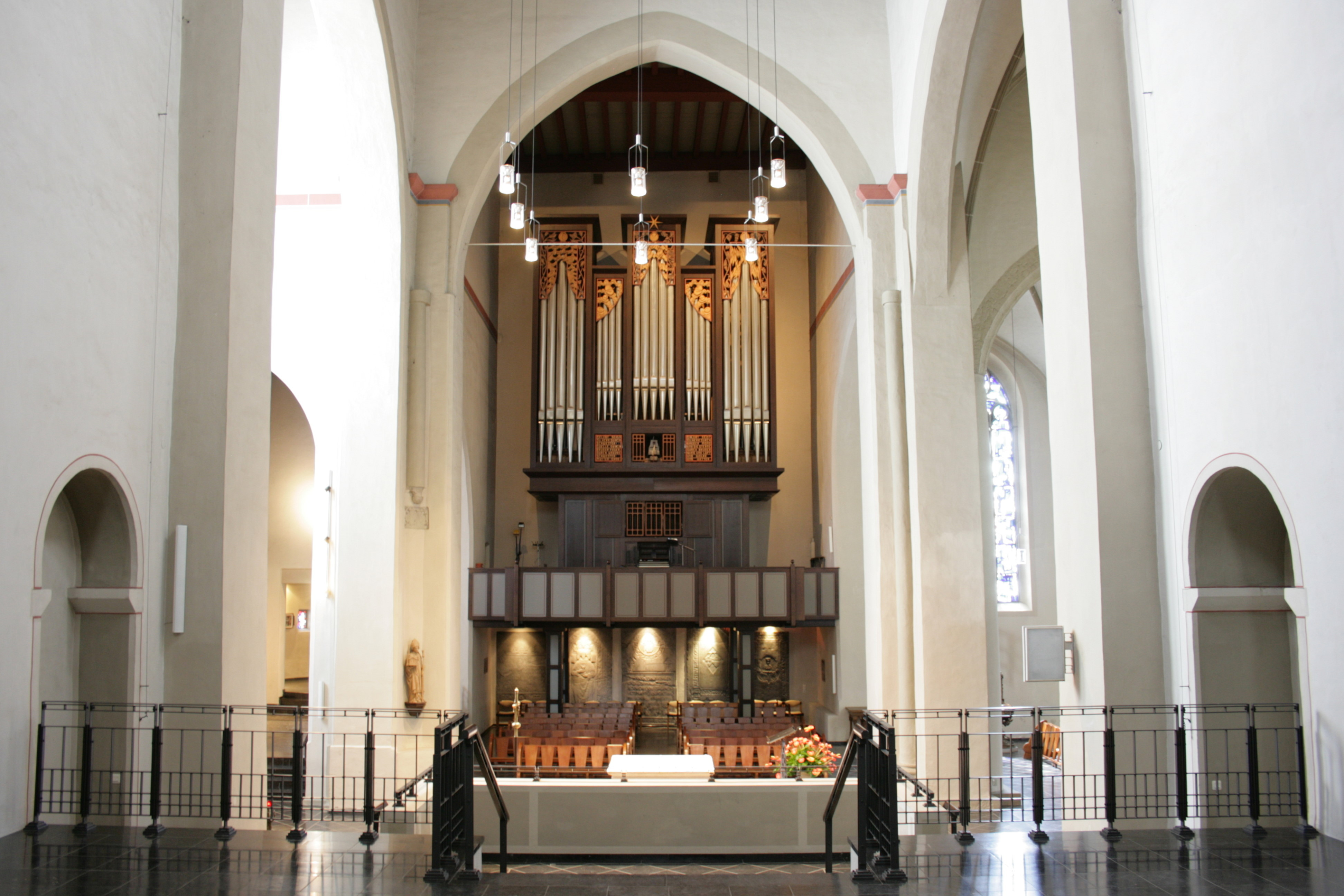
Blick auf die Orgelempore

Von dem Gründungsbau sind die Chöre, die Vierungspfeiler mit Ausnahme des südwestlichen und die Krypta erhalten. Der Hauptchor und die flankierenden Nebenchöre schließen innen halbrund und außen fünfseitig. Der Hauptchor ist am Quadrum durch einfache Blendnischen um die Obergadenfenster gegliedert. Die nachträglich an der Apsis eingebrochenen Maßwerkfenster wurden zugemauert. Die Seitenkapellen sind außen durch rundbogige, flache Blendnischen gegliedert, die an der Südkapelle wurden nach altem Befund 1877 erneuert. Der südliche Querhausarm wurde nachträglich um die Hälfte in der Länge verkürzt. Die Südfassade mit geschweiften Renaissancegiebel befindet sich in einer Flucht mit der südlichen Seitenkapelle und dem Joch des verbliebenen westlichen Seitenschiffes. Im Zweiten Weltkrieg wurde die Westfassade des Langhausjochs zerstört, sie wurde 1964 nach Plänen von Waldemar Kuhn in moderner Form wiedererrichtet. Es schließt sich ein niedriger Rundturm mit bis zu 3 m starken Mauern daran an, der aufgrund seiner Widerstandsfähigkeit gegen Rhein-Treibeis im Volksmund Eisbrecher genannt wird. Das zweischiffige Langhaus wurde anstelle des ursprünglich nördlichen Querarmes gebaut. Der dreigeschossige, massige Nordturm steht vor dem Hauptschiff. Im mittleren Joch der östlichen Außenwand sind die Reste eines Portals mit Vorhalle erkennbar. In die Ostwand des Turmes ist ein umrahmtes Portal eingelassen. Über einer mit einem Pultdach gedeckten Galerie ist das oberste Turmgeschoss eingezogen, darüber befindet sich ein steiler, achtseitiger Helm.

#### Innenräume

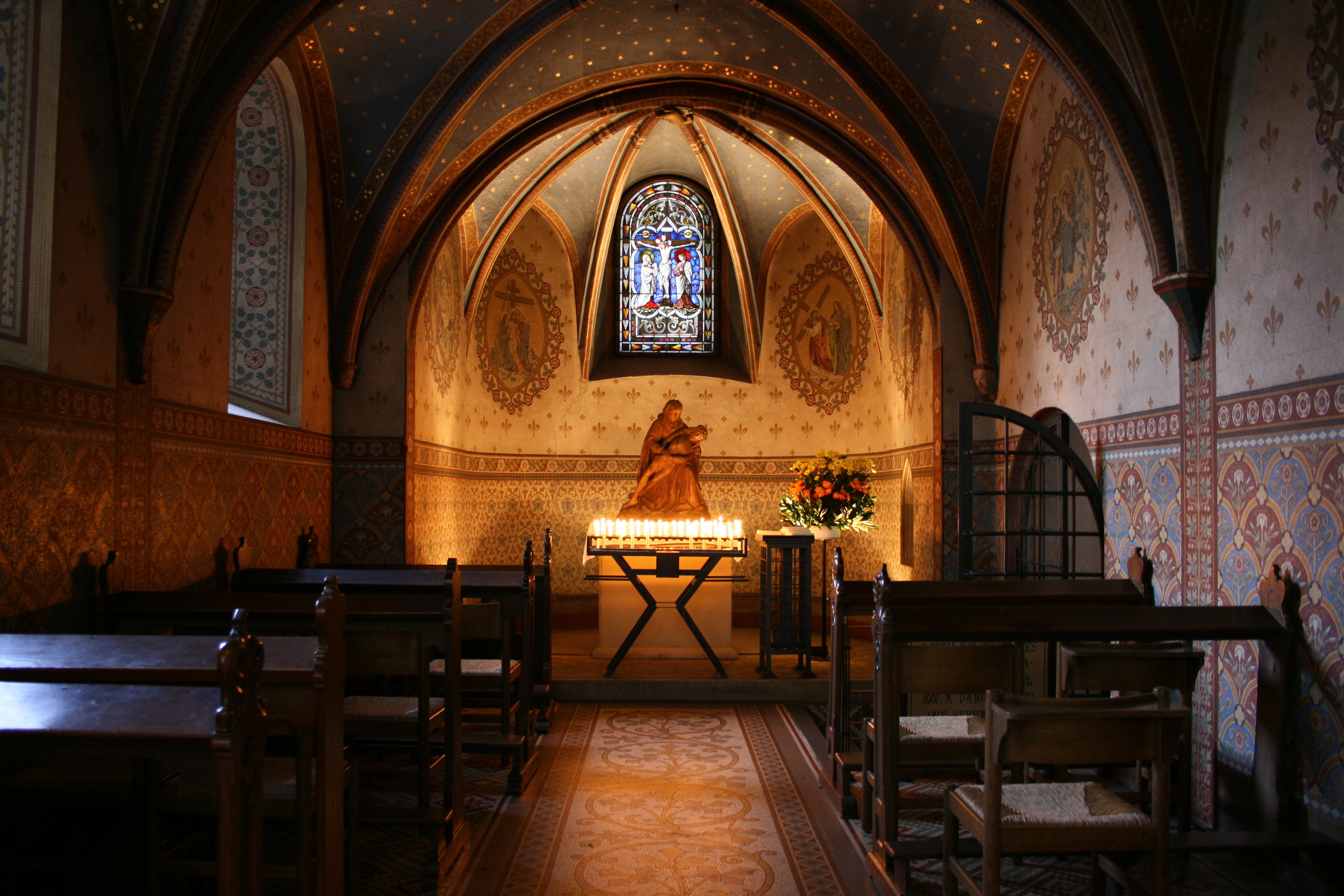
Kapelle

In die Vierung, den südlichen Querhausarm, den Hochchor und das westliche Langhausjoch wurden flache Decken eingezogen. Die hohe Turmhalle ist sterngewölbt. In das gotische Langhaus wurden Kreuzrippengewölbe eingezogen. Fünf der sechs Pfeilerbasen des Anfang des 19. Jahrhunderts abgebrochenen Lettners finden sich in der Vierung vor dem Aufgang zum Hochchor. Bei der Absenkung des Fußbodenniveaus wurden weitere Fragmente gefunden, die außerhalb des Kirchengebäudes gelagert wurden. Die Chorapsis ist mit einem stark restaurierten romanischem Plattenbelag aus weißem und blauen Namurer Stein ausgestattet. Durch nachträgliche eingezogene Gewölbe wurden die Seitenkapellen in zwei Geschosse geteilt. Dabei wurden die romanischen Fresken zerstört. Im Untergeschoss des nördlichen Seitenchores wurden 1898 die Wände, der Fußboden und die Gewölbe mit Mosaiken gefliest. Die Medaillons zeigen die Sieben Schmerzen Mariens. Eine museal eingerichtete Schatzkammer befindet sich im Obergeschoss. Die Krypta, eine dreischiffige Halle mit einem Kreuzgratgewölbe, ist über die Nebenchöre zugänglich.

## Ausstattung

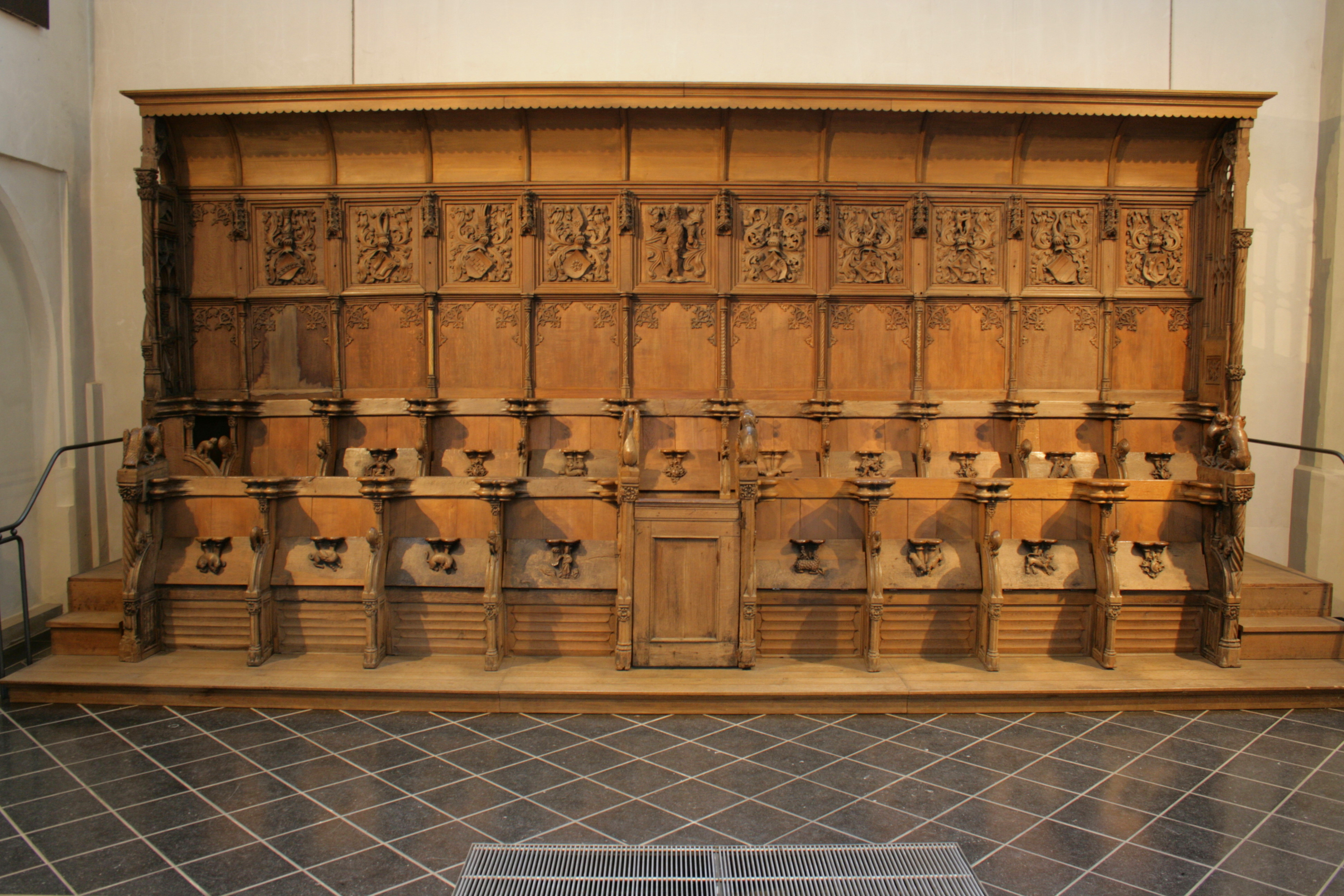
Chorgestühl

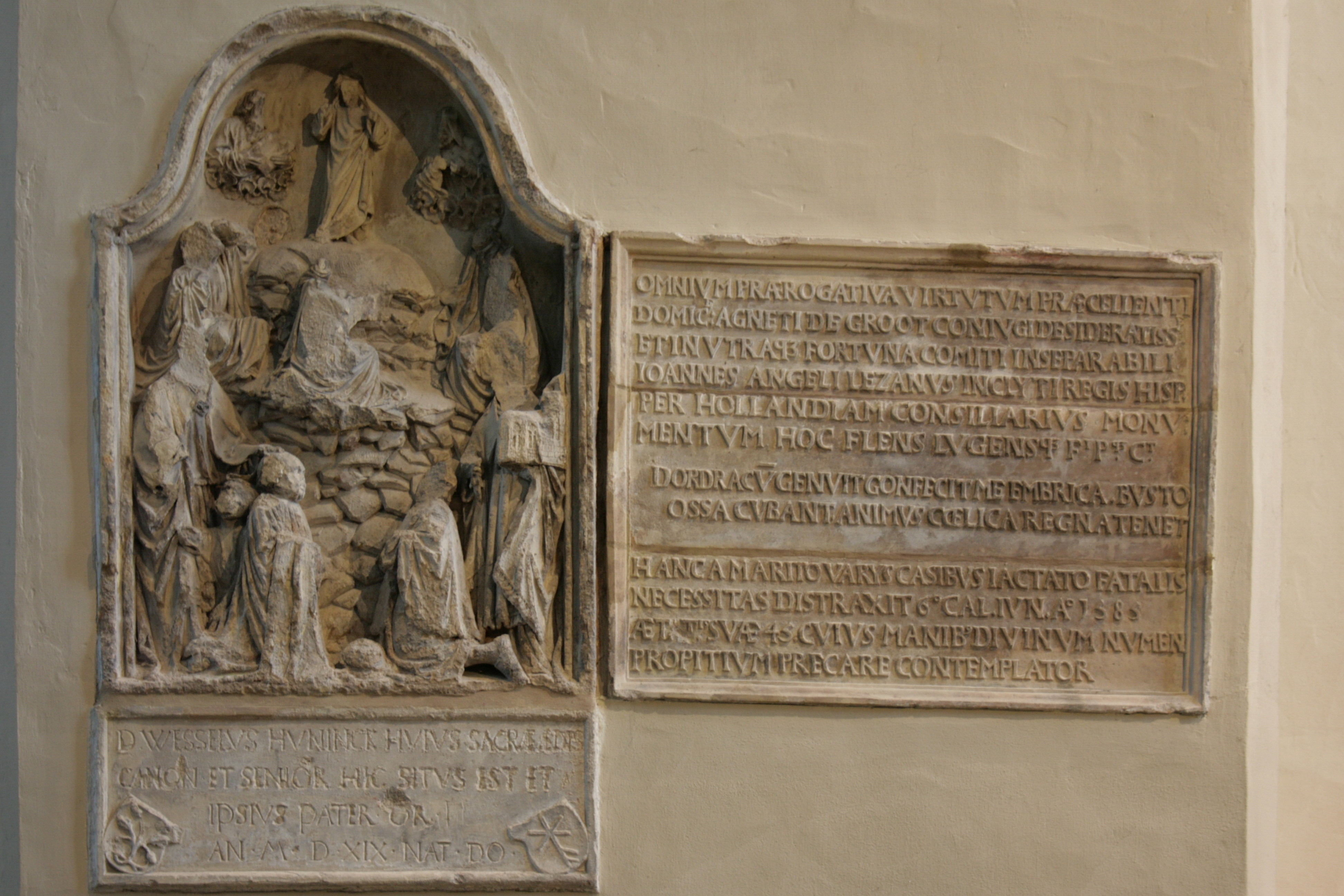
Epitaph für Wessel Huninck

Der flämische Taufbrunnen aus Messing wurde von 1531 bis 1535 in Antwerpen hergestellt. Im Zweiten Weltkrieg wurde er stark beschädigt und danach weitreichend ergänzt. Er zeigt reine Renaissancemotive. Vom Chorgestühl von 1486 sind nur noch 18 von den ursprünglich 36 Sitzen erhalten. Im Gebäude stehen etliche Holzfiguren. Am südwestlichen Vierungspfeiler steht die Figur des hl. Willibrord vom Ende des 15. Jahrhunderts mit neugotischer Fassung. Die Kreuzigungsgruppe in der Turmhalle besteht aus den Fragmenten des ehemaligen Triumphkreuzes vom Anfang des 16. Jahrhunderts und den Figuren der trauernden Maria und Johannes aus der Zeit um 1700. Reste der ursprünglichen Fassung sind noch erhalten. Das Vesperbild auf dem Altar im südlichen Nebenchor wurde um 1530 geschaffen, es ist H. van Holt zugeschrieben, die Fassung wurde entfernt. Die Mondsichelmadonna aus der Zeit um 1530 bis 1540 in der Turmhalle ist ebenfalls H. van Holt zugeschrieben, sie wurde in späterer Zeit gefasst. Ein Epitaph für Herzog Gerhard von Schleswig und Holstein († 1433) ist im westlichen Joch zu sehen. Die figürlichen Darstellungen sind verloren, das Wappen mit Helmzier und die Inschriften sind erhalten. Das Epitaph für den Kanoniker Wessel Huninck († 1519) hängt im Durchgang vom Turm zur Kirche. Das beschädigte Sandsteinrelief zeigt die Verklärung Christi am Berg Tabor. Im Vordergrund knien sich der Geistliche und sein Vater gegenüber; hinter ihnen stehen die Heiligen Willibrord und Martin. In der Zeit von 1628 bis 1672 wurde die Kirche von der evangelisch-reformierten Gemeinde benutzt. Aus dieser Zeit sind einige Epitaphien mit Schäden an den figürlichen Darstellungen ausgestellt.

### Orgel

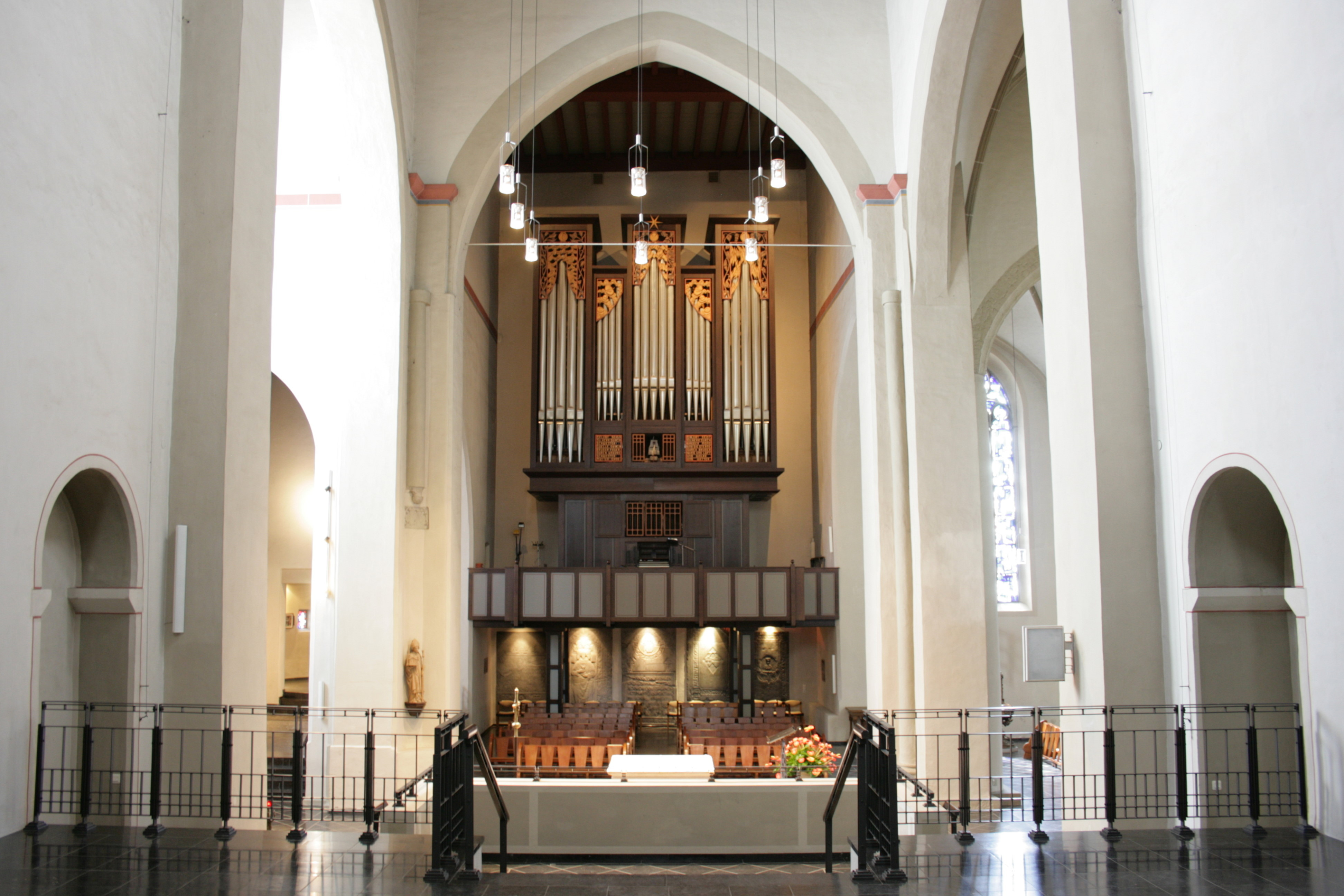
Blick auf die Orgel

Die Hauptorgel wurde 1989 von der Firma Orgelbau Romanus Seifert & Sohn aus Kevelaer erbaut. Das Schleifladen-Instrument hat 44 Register auf drei Manualen und Pedal. Die Trakturen sind mechanisch. Weiterhin sind ein Zimbelstern, ein Glockenspiel sowie ein Nebelhorn vorhanden, bei dem zum Klang zweier Basspfeifen ein Schiffsmodell aus der Orgel herausfährt. Die Disposition der Seifert-Orgel wurde 1994 im Rahmen einer Generalreinigung an einigen Stellen verändert.
Die Holzverzierungen der Orgel, die sogenannten Schleierbretter, wurden von dem Architekten und Bildhauer Heinrich Riedl geschnitzt.
| I Hauptwerk C–a3 |                  |        |
| 01.              | Principal        | 16′    |
| 02.              | Principal        | 08′    |
| 03.              | Doppelflöte      | 08′    |
| 04.              | Gambe            | 08′    |
| 05.              | Bifara (ab c0) 0 | 08′    |
| 06.              | Oktave           | 04′    |
| 07.              | Nachthorn        | 04′    |
| 08.              | Quinte           | 02 ⁄3′ |
| 09.              | Superoctave      | 02′    |
| 10.              | Cornet V         | 08′    |
| 11.              | Mixtur IV–VI     |        |
| 12.              | Zimbel III–IV    |        |
| 13.              | Trompete         | 08′    |
| 14.              | Trompete         | 04′    |
|                  | Tremulant        |        |

| II Schwellwerk C–a3 |                      |         |
| 15.                 | Bordun               | 16′     |
| 16.                 | Holzprincipal        | 08′     |
| 17.                 | Aeoline              | 08′     |
| 18.                 | Vox Coelestis        | 08′     |
| 19.                 | Principal            | 04′     |
| 20.                 | Traverse             | 04′     |
| 21.                 | Waldflöte            | 02′     |
| 22.                 | Terz                 | 01 3⁄5′ |
| 23.                 | Sifflet              | 01′     |
| 24.                 | Mixtur IV            |         |
| 25.                 | Basson               | 16′     |
| 26.                 | Trompette harmonique | 08′     |
| 27.                 | Hautbois             | 08′     |
| 28.                 | Clairon              | 04′     |
|                     | Tremulant            |         |

| III Brustwerk C–a3 |              |        |
| 29.                | Holzgedackt  | 8′     |
| 30.                | Rohrflöte    | 4′     |
| 31.                | Quinte       | 2 ⁄3′  |
| 32.                | Prinzipal    | 2′     |
| 33.                | Terz         | 1 3⁄5′ |
| 34.                | Quinte       | 1 ⁄3′  |
| 35.                | Scharff IV   |        |
| 36.                | Vox Humana 0 | 8′     |
|                    | Tremulant    |        |

| Pedalwerk C–f1 |             |         |
| 37.            | Principal   | 16′     |
| 38.            | Subbass     | 16′     |
| 39.            | Quinte      | 10 2⁄3′ |
| 40.            | Oktavbass   | 08′     |
| 41.            | Gedacktbass | 08′     |
| 42.            | Choralbass  | 04′     |
| 43.            | Posaune     | 16′     |
| 44.            | Trompete    | 08′     |
| 45.            | Clairon     | 04′     |

Eine weitere Orgel befindet sich in der Krypta. Es handelt sich um eine Truhenorgel, die 1978 von der Firma Johannes Klais Orgelbau aus Bonn gebaut wurde.

## Kirchenschatz

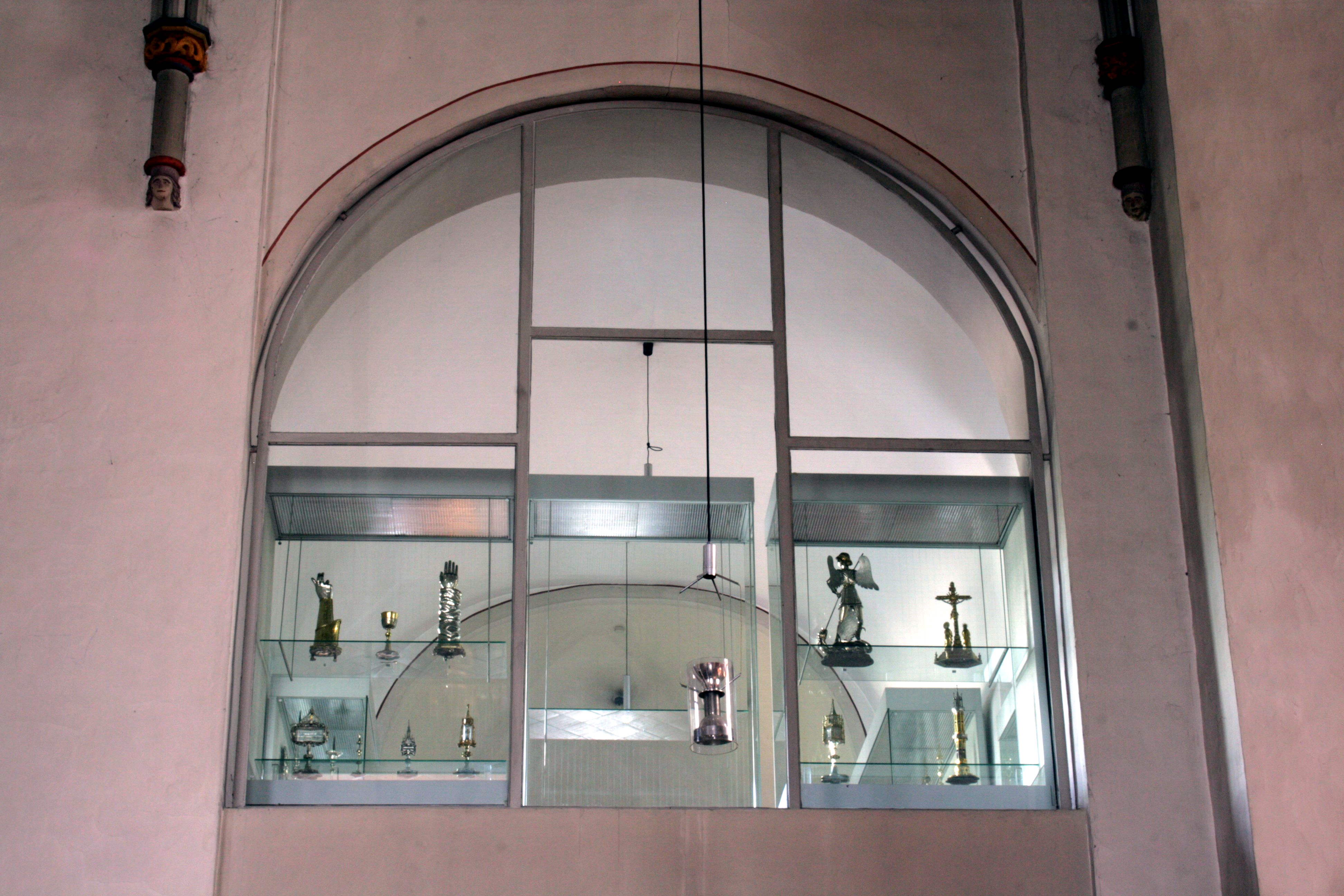
Blick auf die Schatzkammer

Die Schatzkammer enthält Kirchenschätze von St. Vitus in Hoch-Elten und St. Martini. Sie wurde der Öffentlichkeit 1983 zugänglich gemacht. Die Martinikirche hat im Laufe der Jahrhunderte etliches von ihrem ursprünglichen Kirchenschatz eingebüßt. An frühem kirchlichem Kultgerät für den liturgischen Gebrauch sind noch der mit dem Namen des hl. Willibrord verbundene, spätromanische Kelch und ein gotisches Weihrauchfass aus Silber verblieben.

### Arche des heiligen Willibrord
Die Arche (von lat. arca, Kasten) des hl. Willibrord ist ein Reliquiar aus dem 11. Jahrhundert, möglicherweise entstand sie um 1040 am Niederrhein oder in Utrecht. Der taschenförmige Kern aus Eichenholz ist vom Typus der frühen Bursenreliquiare. Der Fuß und die Bekrönung sind spätgotische Ergänzungen. Die Vorderseite ist mit getriebenem Goldblech verkleidet. Sie wird durch ein mit Edelsteinen und Gemmen besetztes Band in vier Felder unterteilt, in denen sich Evangelistensymbole befinden, wobei der Markuslöwe doppelt vorkommt, der Stier des Lukas hingegen fehlt. Aufgrund dessen, dass der eine Markuslöwe stilistisch abweicht, ist dieser möglicherweise eine spätere Überarbeitung. Auf die Kupferplatte der Rückseite ist der gekreuzigte Christus, umgeben von Evangelistensymbolen, in Braunfirnis graviert. Eine Kreuzigungsgruppe aus gegossenen Silberstatuetten wurde am Anfang des 15. Jahrhunderts als Aufsatz hinzugefügt. Die Arche wurde 1520 zur Monstranz umgearbeitet. Kniende Engel tragen den silbernen Untersatz. Die Arche ist mit einer Inschrift versehen:

“HE SVNT RELIQUIAE QUAS SCS WILLIBRORDVS ROME A PAPA SERGIO ACCEPIT ET EMBRIKI TRANSPORTAVIT”

„Das sind die Reliquien, die der Hl. Willibrord von Papst Sergius in Empfang genommen und nach Emmerich gebracht hat“

Sie enthält folgende Reliquien: Knochen des Apostels Petrus und der Heiligen Walburga, Splitter vom Kreuz und von der Lanze Jesu, und ein Stück vom Bußgewand, das er auf Geheiß von Herodes tragen musste. Die Arche ist über einen halben Meter hoch. Die Arche, die Bezeichnung kam erst im 17. Jahrhundert auf, zeigt anhand der späteren Ergänzungen deutlich, dass Reliquiare im Gegensatz zu den darin befindlichen Heiligtümern Gebrauchsgüter waren, die man in Notzeiten zu Geld machen und in Wohlstandszeiten weiter verschönern konnte. Im Mittelalter diente die Arche auch als Schwurlade; die Fürsten mussten nach Regierungsantritt ihre Hand auflegen und mit einem Eid die Rechte der Stadt beschwören.

### Armreliquiar
Das Armreliquiar des hl. Martin wurde 1521 geschaffen. Auf der Vorderseite des Ärmels befinden sich übereinander zwei Blendfenster, über dem oberen ist eine Rosette mit drei Fischblasen, über dem unteren ein verglaster Kreisausschnitt.

### Kopie des Volto Santo
Ein hölzerner Kruzifixus aus der Zeit um 1170 ist mit einer gegürteten Tunika bekleidet. Der Künstler wollte mit dieser Darstellung nicht den leidenden, sondern den wiederkommenden Jesus zeigen. Ursprünglich war die Arbeit ganz mit vergoldetem Silberblech beschlagen, der Beschlag ist heute nur noch am Kopf erhalten. Auf dem Kreuz, das teilweise ergänzt wurde, sind schmale Kupferblechstreifen mit Palmettenfriesen erhalten. Ursprünglich gehörte diese Darstellung zu einer größeren Anzahl von Repliken nach dem nicht erhaltenen Volto Santo von Lucca.

### Sonstige Ausstattung des Kirchenschatzes

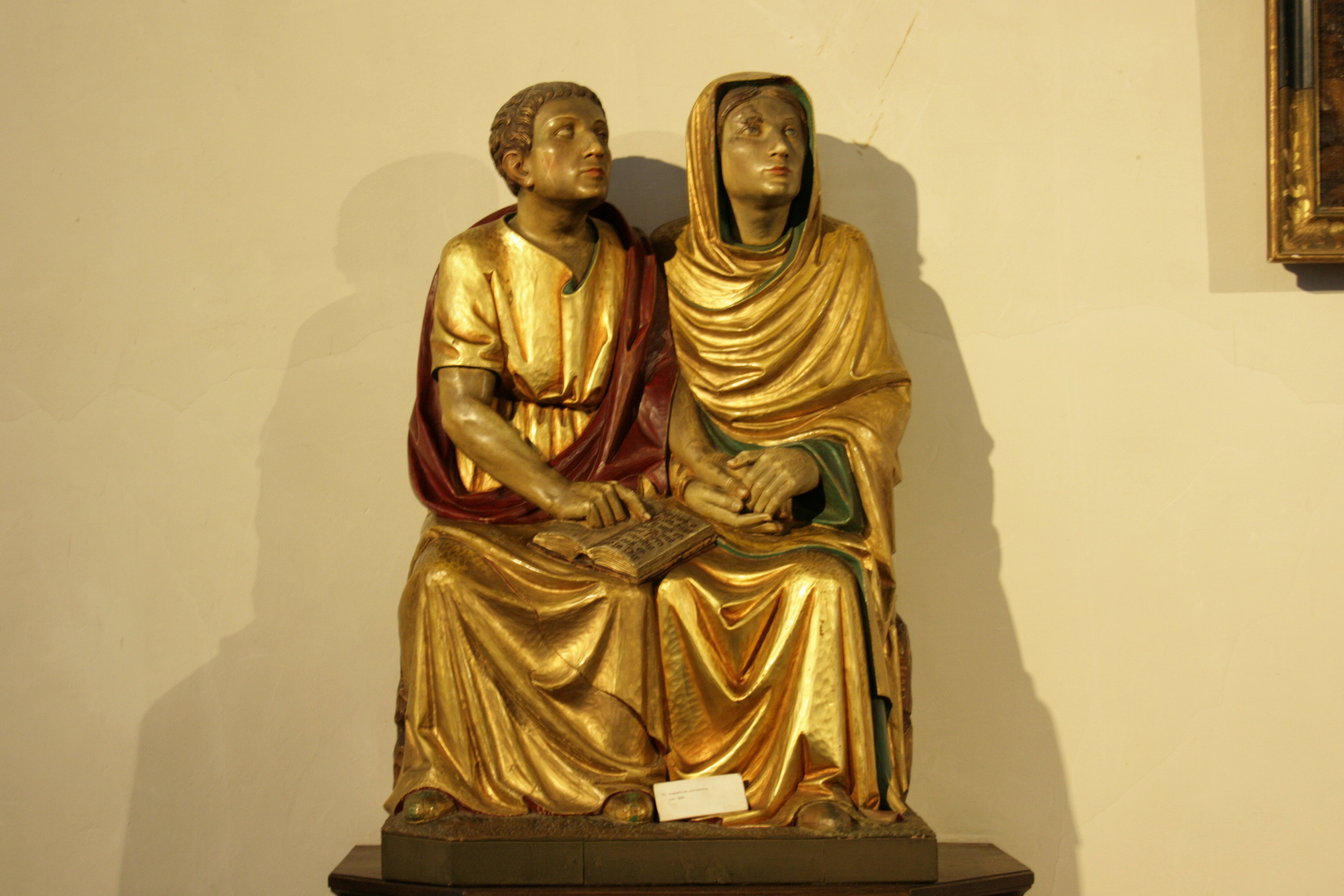
Heiligenfiguren

Ein Kalvarienberg aus vergoldetem Silber wurde um 1420 bis 1430 gefertigt. Die Assistenzfiguren dieser wohl niederländische Arbeit wurden getrieben, das Kruzifix hingegen gegossen. Die beiden Wappen am Fuß stammen aus dem 16. Jahrhundert. Die spätgotische silberne Madonnenstatuette wurde von Propst Graf Moritz von Spiegelberg gestiftet. Die Arbeit wurde um 1480 angefertigt. Das englische Alabasterrelief vom Anfang des 15. Jahrhunderts zeigt im unteren Teil die Figur einer Sterbenden und im oberen den Gnadenstuhl. Vom 10. Jahrhundert ist das aus Bergkristall in Form eines Fisches geschnittene Reliquiar, im 13. Jahrhundert wurden der Kopf und drei gekrümmte Beine gefasst. Die Fassung des Ostensoriums aus einem horizontalen Kristallzylinder steht auf vier gekrümmten Beinen. Die Arbeit aus der Zeit um 1400 wird von einem übereck gestellten Turm bekrönt. In der ersten Hälfte des 15. Jahrhunderts wurde das Turmziborium angefertigt. Die Reliquienstatuette mit der Darstellung des hl. Michael als Drachentöter ist eine niederländische Arbeit von etwa 1430. Auf dem Schulterblatt des Drachen ist ein Wappenmedaillon der Äbtissin Lucia Gräfin von Kerpen angebracht.

## Geläut
Im Turm befinden sich sechs Läuteglocken. Vier Glocken davon wurden 1966 von der Glockengießerei Feldmann & Marschel in Münster gegossen.
| Name          | Christiglocke       | Alte Glocke         | Marienglocke        | Martinus            | Elisabeth           |
| ------------- | ------------------- | ------------------- | ------------------- | ------------------- | ------------------- |
| Gießer        | Feldmann & Marschel | Johannes van Hintem | Feldmann & Marschel | Feldmann & Marschel | Feldmann & Marschel |
| Gussort       | Münster             | Unbekannt           | Münster             | Münster             | Münster             |
| Gussjahr      | 1966                | 1434                | 1966                | 1966                | 1966                |
| Gewicht (ca.) | 4400 kg             | 1900 kg             | 1180 kg             | 810 kg              | 450 kg              |
| Schlagton     | a0                  | d1                  | e1                  | fis1                | a1                  |

Die sechste, eine historische Glocke, mit Schlagton cis', passt klanglich nicht zum Geläut und wird heutzutage nicht mehr benutzt.